# شش دقیقه مانده تا نیمه‌شب
شش دقیقه مانده تا نیمه‌شب (به انگلیسی: Six Minutes to Midnight) فیلمی است در ژانر درام محصول ۲۰۲۰ بریتانیا. این فیلم را اندی گدارد براساس سناریویی که خودش با همراهی سلین جونز و ادی ایزارد نوشته، کارگردانی کرده است. هنرپیشگانی چون جودی دنچ، کارلا یوری، ادی ایزارد و جیمز دارسی در این فیلم به ایفای نقش پرداخته‌اند.

## داستان
در اوت ۱۹۳۹، معلمی به نام توماس میلر (با بازی ادی ایزارد) دبیرستان دخترانهٔ آلمانی-بریتانیایی در سواحل جنوبی انگلیس می‌پیوندد. او در واقع یک مأمور مخفی بریتانیایی است که مأموریت دارد که از انتقال دختران آلمانی به آلمان جلوگیری کند. او متوجه می‌شود که ایلزه، یکی از معلمین مدرسه، جاسوس آلمان‌‌هاست و قصد دارد فردا شب دختران را به ساحلی برده و با هواپیما آنان را به آلمان منقل کند. توماس فوراً به نزد مافوقش می‌رود تا گزارش ماجرا را بدو بدهد، ولی ایلزه رسیده و مأمور مافوق توماس را می‌کشد. پلیس سر می‌رسد و با این تصور که قاتل توماس است او را تعقیب می‌کند. سرانجام در فردای آن روز توماس دستگیر می‌شود. در زندان او هویتش را به کارآگاهان می‌گوید و آنان را به مدرسه می‌برد تا مدارکی را که نشان می‌دهد او مأمور مخفی بریتانیایی است به آنها بدهد. ولی مأموری که او را دستگیر کرده خود جاسوس آلمان‌هاست. توماس می‌گریزد و سرانجام تلفنی یافته و خبر انتقال دخترها را به مقامات بالاتر می‌رساند. ایلزه دختران را به ساحل می‌برد ولی هواپیمای انگلیسی جلو فرود هواپیمای آلمانی را می‌گیرد. ایلزه مأموریت دارد که در صورت شکست این نقشه دختران را به قتل برساند، ولی در لحظهٔ آخر منصرف می‌شود و دختران به مدرسه بازگردانده می‌شوند.